# غار خونیک
غار خونیک یکی از غارهای شهرستان قائنات در استان خراسان جنوبی واقع شده‌است. این غار در تاریخ ۲۷ مرداد ۱۳۸۲ با شماره ثبت ۹۵۹۲ در فهرست آثار ملی قرار گرفته‌است.